# آهو (دو)

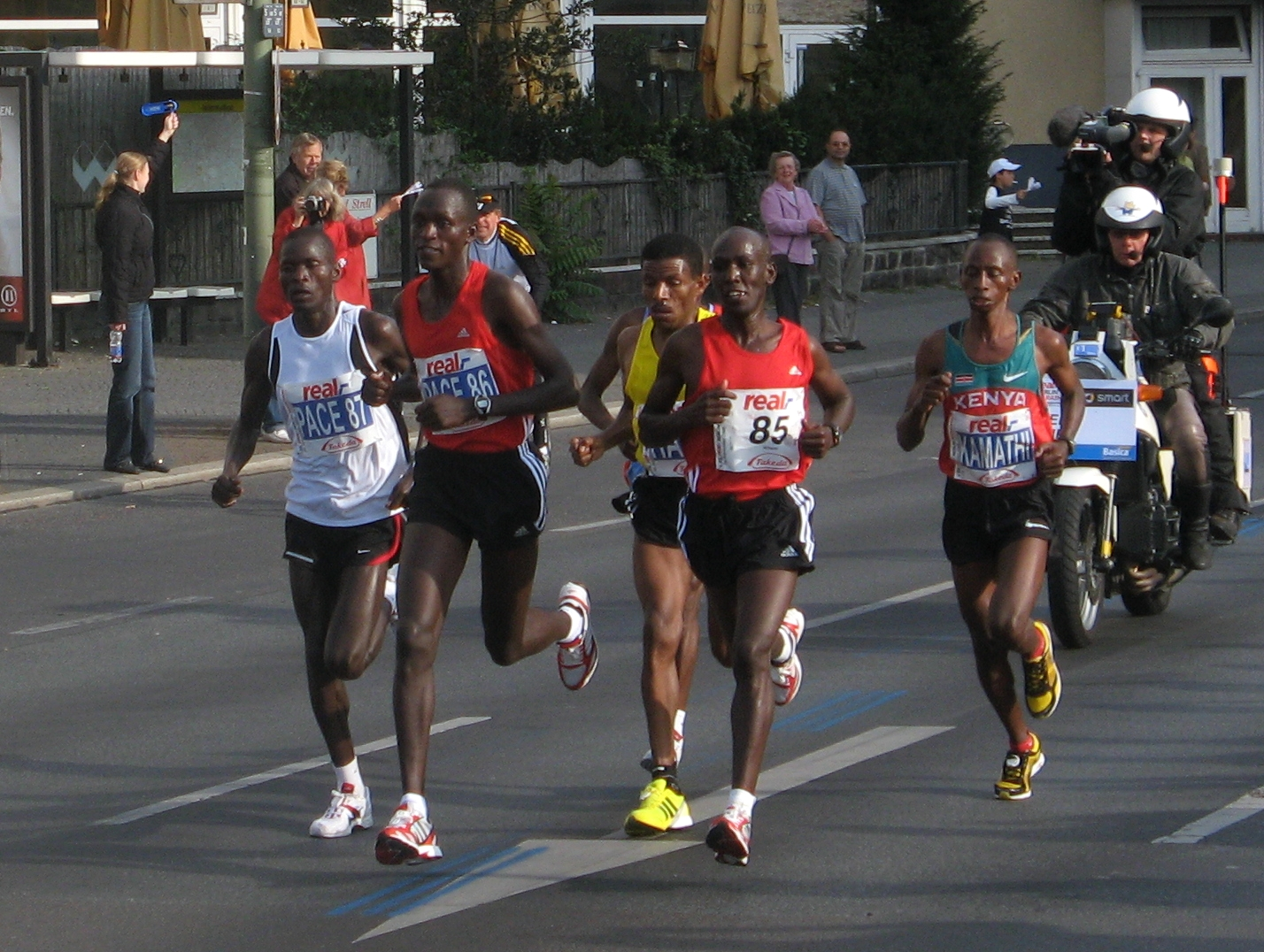
سه آهو (دونده‌های جلو) در ماراتن برلین ۲۰۰۸ ریتم دویدن هایله گبرسلاسی و چارلز کاماتی را تعیین می‌کنند.

آهو (به انگلیسی: pacemaker یا pacesetter) یا خرگوش (به انگلیسی: rabbit)، به دونده‌ای گفته می‌شود که تا نیمه‌های یک مسابقهٔ دو استقامت یا نیمه‌استقامت پیشتاز گروه دوندگان می‌شود و با سرعتِ ازپیش‌تنظیم‌شده‌ای می‌دود تا از تاکتیکی شدن رقابت جلوگیری و ثبت رکورد سریعی را برای مسابقه تضمین کند. امروزه بسیاری از برگزارکنندگان مسابقات دو، به منظور ثبت رکوردهای جدید، دوندگانی را به‌عنوان آهو استخدام می‌کنند. هرچند این کار مورد انتقاد بسیاری قرار گرفته و رفتاری غیرورزشی توصیف شده‌است.
باید توجه داشت که دونده‌ای که برای پیروز شدن در مسابقه جلوتر از دوندگان دیگر می‌دود «آهو» نیست. زمانی یک دونده «آهو» نامیده می‌شود که برای پیروزی مسابقه ندهد و هدف او فقط طی کردن بخشی از مسیر با سرعت مشخصی باشد. با این حال، مواردی اتفاق افتاده که یک «آهو» به‌طور اتفاقی برندهٔ مسابقه شده‌است.
استفاده از این روش زمانی باب شد که راجر بنیستر، دوندهٔ انگلیسی، در سال ۱۹۵۴ با کمک کریس چاتاوی و کریس براشر توانست برای نخستین بار یک مایل را در کمتر از چهار دقیقه بدود. منتقدانِ این روش معتقدند که استخدام دونده‌هایی به‌عنوان آهو ماهیت طبیعی یک رقابت دو و میدانی را برهم می‌زند.